# Garnett Thompson
Garnett Thompson (ur. 17 lipca 1980 roku) – amerykański koszykarz. W sezonie 2005–2006 występował AZS Koszalin. Obecnie gra w Syrii, w zespole Al Jalaa Aleppo.

## Przebieg kariery
- 2001-2002 Providence (NCAA)
- 2002-2002 Southern California Summer Pro League (USA)
- 2002-???? Harlem Globetrotters (USA)
- 2005-2006 Strong Island Sound (ABA)
- 2006-2006 AZS Koszalin (Polska)
- 2006-2006 Long Island Primetime (USBL)
- 2006-2006 EBC Rucker Park Summer League w Nowym Jorku (USA)
- 2006-2007 Jiangsu Nangang Dragons Nanjing (Chiny)
- 2007-2008 Zhejiang Guangsha Lions (Chiny)
- 2008-2008 Leones de Ponce (Portoryko)
- 2008-2008 ACMT EuroExposure camp w Ohio (USA)
- 2008-2008 Daegu Orions (Korea Południowa)
- 2008-2009 Shandong Flaming Bulls (Chiny)
- 2009-2009 Korean KBL Pre-Draft Camp w Las Vegas (USA)
- 2009-2010 Al Jalaa Aleppo (Syria)

## Sukcesy
- Półfinał chińskiej ekstraklasy (CBA) w 2007 roku

## Statystyki podczas występów w PLK
- Sezon 2005/2006 (AZS Koszalin): 11 meczów (średnio 16 punktów oraz 10 zbiórek w ciągu 28,4 minuty)